# Honcér

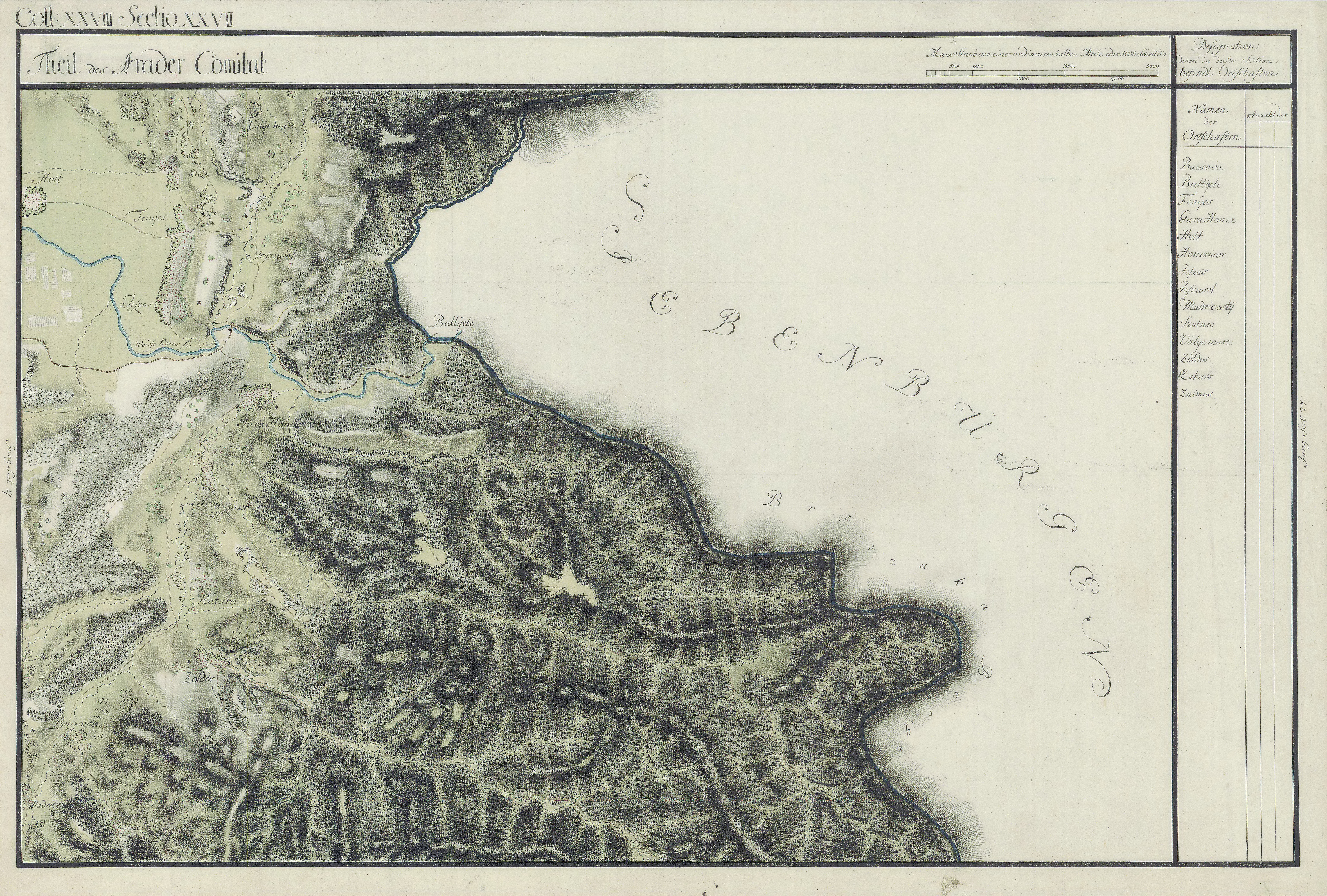
Honcér egy régi térképen

Honcér (románul: Honțișor) egy település Romániában, a Partiumban, Arad megyében.

## Fekvése
Nagyhalmágytól nyugatra, Gurahonctól délre, a Fehér-Körösbe ömlő Somos jobb partján fekvő település.

## Története
Honcér, Hontesér a középkorban Zaránd vármegyéhez tartozott. Nevét először 1441-ben, majd 1445-ben említette először oklevél Hontheser írásmóddal. 1445-ben Honczisorfalwa, 1464-ben Hunczissor, Hunczisor, 1519-ben Honczisor, 1808-ban Honczisor, 1913-ban Honcér alakban írták.
1525-ben Honczisor néven Világos várához tartozott.
1851-ben Fényes Elek írta a településről: „Arad vármegyében, közel Zaránd vármegyéhez-hez, zordon hegyes vidéken: 13 katholikus, 596 óhitü lakossal, s anyatemplommal.”
1910-ben 570 lakosából 531 román, 39 magyar volt. Ebből 531 görögkeleti ortodox, 26 római katolikus, 8 református volt.
A trianoni békeszerződés előtt Arad vármegye Borossebesi járásához tartozott.